# ジェイムズ・オグルヴィ (第4代フィンドレイター伯爵)

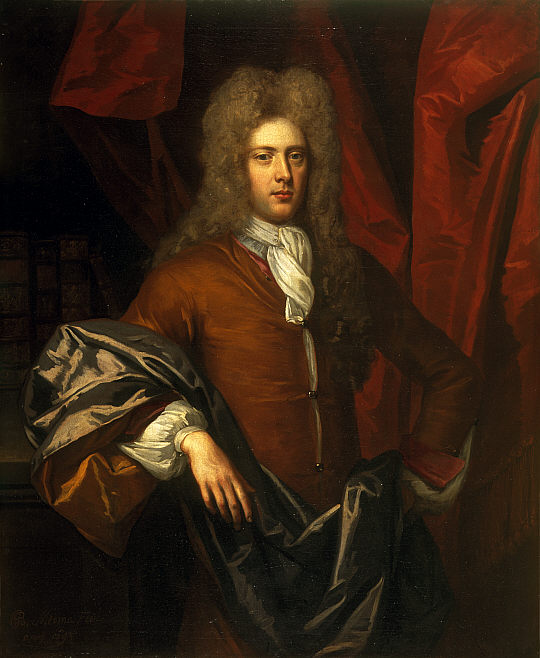
ジェイムズ・オグルヴィ（1695年、作画）

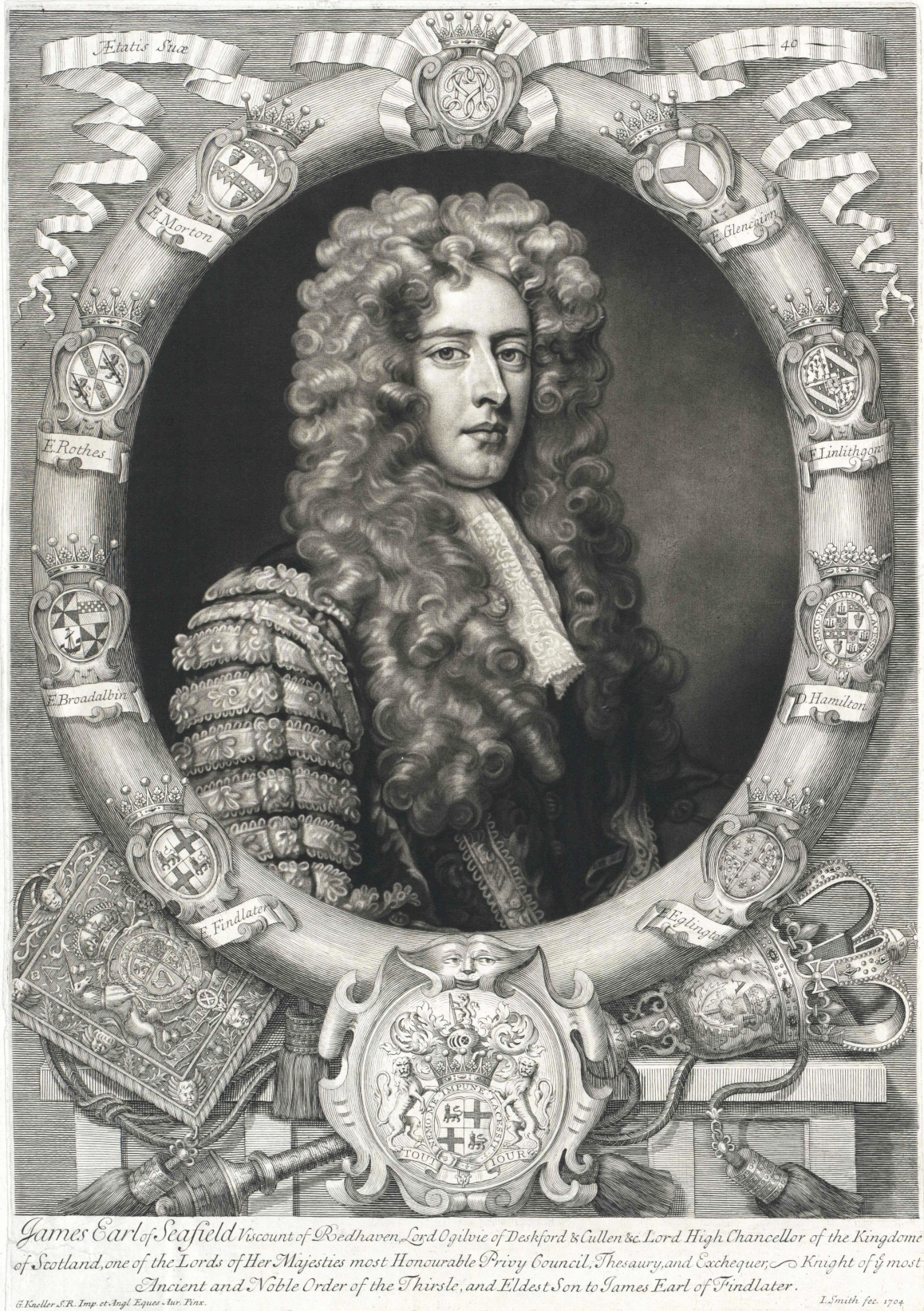
ジェイムズ・オグルヴィ（1704年、作画）

第4代フィンドレイター伯爵・初代シーフィールド伯爵ジェイムズ・オグルヴィ（英: James Ogilvy, 4th Earl of Findlater and 1st Earl of Seafield,KT PC FRS、1664年7月11日 - 1730年8月19日）は、スコットランドの弁護士、貴族、政治家。シッスル勲爵士、枢密顧問官。その政治力を見込まれてシーフィールド伯爵に叙された。

## 生涯
第3代フィンドレイター伯爵とその妻アン（Lady Anne Montgomerie、第7代エグリントン伯爵の娘）との間に生まれる。
1685年にスコットランド弁護士会会員に選出された。1681年より1682年及び1689年より1695年までバンフシャー選出議員を務める。1693年よりスコットランド法務次官、1702年より1704年及び1705年より1708年までスコットランド大法官を歴任した。また、1696年より1702年及び1704年より1705年までスコットランド国務大臣を務めた。オグルヴィは法曹家として栄達するとともに爵位や地位も上昇している。すなわち、1698年にシーフィールド子爵を授けられた。また、同年には王立協会フェロー(FRS)にも選ばれている。続いて1701年にはシーフィールド伯爵に叙された。一連の叙爵の背景には、スコットランド合同を推進する政府がオグルヴィの政治力を見込んで栄達させたという思惑があった。そのため、1707年連合法の制定に際してスコットランド側の代表の一人としてイングランドとの交渉にあたった。合同成立後はその褒賞として3000ポンドの年金まで得たが、次第に合同への幻滅を覚えて1713年に合同の廃止を求める法案を提出している。
1713年から1714年までスコットランド国璽尚書を務めた。1707年から1710年・1712年から1715年・1722年から1730年の3度、スコットランド貴族代表議員として貴族院議員を務めた。1707年に（グレートブリテン王国の）枢密院顧問官となる。また同じく1707年に財務府裁判所主席判事（Lord Chief Baron in the Court of Exchequer）に指名されている。1711年、父の死によりフィンドレイター伯爵を継承した。
1730年8月15日にカレンにて死去、同地に埋葬された。爵位は長男ジェームズが継承した。

## 家族
1687年にアン・ダンバー（Anne Dunbar、サー・ウィリアム・ダンバーの娘）と結婚して、三男二女をもうけた。
- ジェームズ（1689年 - 1723年12月没）- 第5代フィンドレイター伯爵・第2代シーフィールド伯爵
- ウィリアム（1699年5月6日生）- 夭折
- ジョージ（1732年1月没）
- エリザベス（1692年5月6日 - 1778年9月24日）- 1710年に第6代ローダーデイル伯爵と結婚。子あり。
- ジャネット（1720年12月25日埋葬）- 1716年にヒュー・フォーブスと結婚、のちの1719年に初代ファイフ伯爵と再婚。